# Bjørn Nørgaard

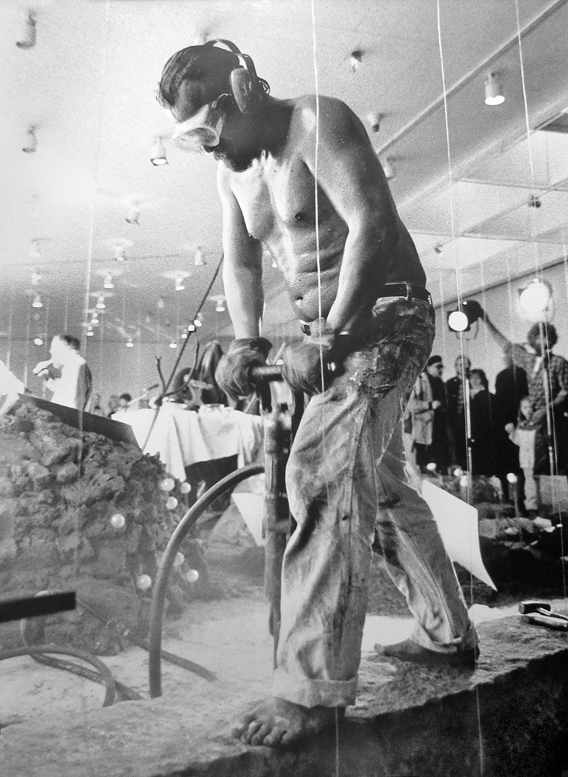
Bjørn Nørgaard in der Kunsthalle Malmö, 1988.

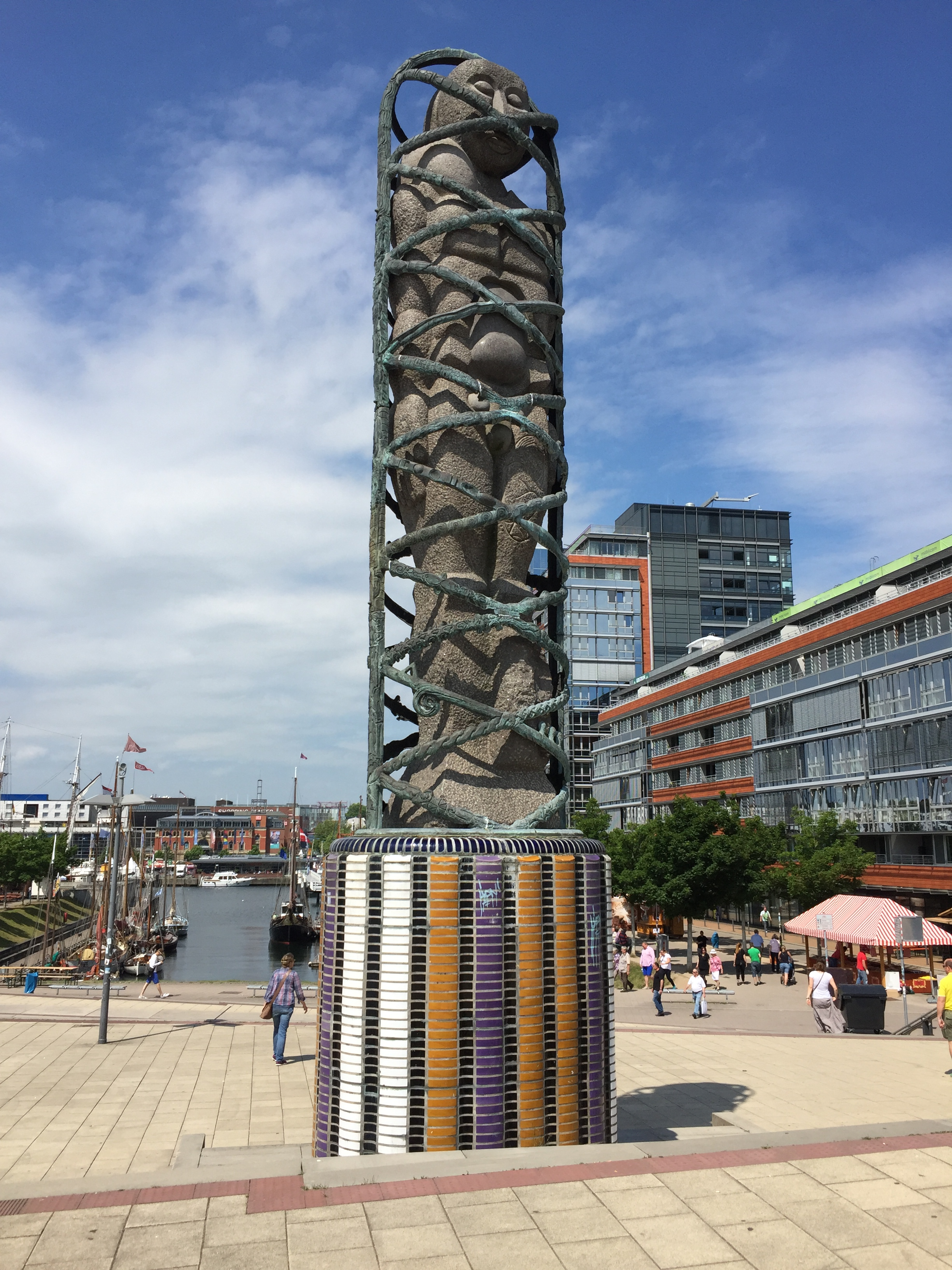
Skulptur Adam und Eva am Germaniahafen in Kiel

Bjørn Nørgaard (* 21. Mai 1947 in Kopenhagen) ist ein dänischer Bildhauer und Performancekünstler.

## Leben und Werk
Nørgaard begann seine künstlerische Karriere mit einem Studium an der „Schule für experimentelle Kunst“ in Kopenhagen, das er 1964 abschloss. Ende der 1960er Jahre nahm er an verschiedenen Happenings teil, wie Den kvindelige Kristus (Der weibliche Christus) im Jahr 1966 und Hesteofringen (Das Pferdeopfer) im Jahr 1970. 1966 beteiligte er sich neben Henning Christiansen an der Aktion „MANRESA“ (Hommage à Schmela) von Joseph Beuys, die am 15. Dezember in der Galerie Schmela in Düsseldorf stattfand.
Nachdem Nørgaard in den 1960ern mit Grafik, Keramik und mit der Produktion von Filmen experimentierte, galt seit den 1970ern sein Interesse der Skulptur. Seine Ausstellungen fanden nicht nur in Dänemark oder den skandinavischen Ländern statt, sondern auch in Paris, Hamburg, New York, Sydney, Istanbul usw. Das Leitmotiv seiner Kunst ist die Verwandlung.
Von 1985 bis 1994 war er Professor an der Königlich Dänischen Kunstakademie.  Eine Skulptur von Nørgaard befindet sich im Bildungszentrum der Bundesanstalt für Arbeit in Münster, eine weitere am Germaniahafen in Kiel.

## Ausstellungen (Auswahl)
- 1970: Tabernakel. Louisiana Museum of Modern Art, Humlebæk
- 1987: Der schlafende Mann. DAAD-Galerie, Berlin
- 1992: Teilnahme an der Vorsatz 2 der Galerie Vorsetzen, Hamburg
- 1997: Museum Denmark. Arken Museum for Moderne Kunst, Kopenhagen
- 1999: Gobelins für eine Königin. Kunsthalle Fridericianum, Kassel
- 2000: Norden. Kunsthalle Wien, Wien
- 2005: Bjørn Nørgaard and H.C. Andersen. Kunsthallen Brandts Klædefabrik, Odense
- 2006:  Fremd bin ich eingezogen und 5 Tage bis zum Ende der Kunst. Kunsthalle Fridericianum, Kassel
- 2008: Løgumkloster, Tønder

## Werke (Auswahl)
- 1982: Menneskemuren (Die menschliche Mauer)
- 1986: Thors Tårn (Thor’s Turm)
- 1989: Adam und Eva, Kiel, Ernst-Busch-Platz
- 1989–2000: Gobelins zur dänischen Geschichte für Königin Margrethe II. von Dänemark, Schloss Christiansborg, Kopenhagen
- 2003–2018: Grabmal für Königin Margrethe II. von Dänemark, Domkirche Roskilde[2]

## Ehrungen
- Träger des Europäischen Ehrenkreuzes »Pro Arte«
- 1999: dänische Verdienstmedaille Ingenio et arti aus der Hand von Königin Margrethe II. von Dänemark[3]